# Scopula sparsipunctata
Scopula sparsipunctata là một loài bướm đêm trong họ Geometridae.